# 黑水翠雀花
黑水翠雀花（学名：Delphinium potaninii）是毛茛科翠雀属的植物，是中国的特有植物。分布在中国大陆的四川、陕西、甘肃等地，生长于海拔1,800米至3,300米的地区，多生长于山地山坡和林中，目前尚未由人工引种栽培。

## 异名
- Delphinium potaninii Huth var. latibracteolatum W. T. Wang